# Non si scrive sui muri a Milano
Non si scrive sui muri a Milano è un film del 1975 diretto da Raffaele Maiello.

## Trama
La plumbea Milano degli anni '70 è lo sfondo su cui si svolgono le vicende intrecciate dei personaggi: Luciana, giovane operaia venuta in città dalla campagna, vive separata dal marito Marco, giornalista costretto nel gesso da un incidente stradale. In cerca di solidarietà dopo essere stata licenziata, fa amicizia con Anna, insegnante elementare proveniente da una famiglia piccolo-borghese, a sua volta delusa dall'ambiente scolastico; Mario è un ex contadino inurbato per andare a lavorare in fabbrica, si occupa di politica e si innamora di Luciana. Negli anfratti della rete metropolitana, una comunità di hippies svolge delle azioni teatrali, con l'intento di recuperare con la fantasia la gioia di vivere in una città cupa e inospitale. In questa comunità c'è Alvaro, un attore spagnolo che segue da vicino le vicende di Marco, Luciana e Anna. Marco, stanco di aspettare una risposta dalla timida Luciana, decide di scomparire lasciando un biglietto di addio. Luciana, completamente sconvolta, si dà volontariamente la morte.

## Produzione
Il film nasce da un'idea di Raffaele Maiello, quarantenne giornalista e regista teatrale, che per dieci anni è stato aiuto di Giorgio Strehler al Piccolo di Milano. La pellicola, della quale Maiello firma anche la sceneggiatura con Silvano Ambrogi, Roberto Roversi e Susanna Hunziker, rimane la sua unica regia cinematografica. 

## Colonna sonora
La colonna sonora del film composta da Fiorenzo Carpi, fu pubblicata dalla Edipan su LP nel 1976. Nei titoli di coda del film è presente la canzone Ho parlato, stop alla morte, interpretata da Lucio Dalla, ma non inclusa nell'LP. Il motivo della canzone riprende il brano strumentale intitolato Hippies, tema principale della colonna sonora del film.
I vocalizzi sono di Edda Dell'Orso

## Accoglienza

### Critica
Il Corriere della Sera riconosce al film «un utile contributo all'analisi sociologica, ma lo esprime con scarso senso drammatico, male integrando il realistico al surreale e poco cavando dalla recitazione di attori soltanto volenterosi».